# Az-Zahra’ (Aleppo)
Az-Zahra’ (arabisch الزهراء, DMG az-Zahrāʾ ‚Die Leuchtende‘) ist eine Stadt in Nordsyrien und Teil des Gouvernements Aleppo.
Laut dem Syrischen Büro für Statistik hatte az-Zahra’ im Jahre 2004 13.780 Einwohner. Nahe gelegene Städte sind Tall Rifaat, Mayer im Nordosten und Anadan im Süden, unmittelbar nordwestlich liegt Nubl.

## Bevölkerung
Die Mehrheit der Einwohner sind Zwölfer-Schiiten. Zusammen mit dem angrenzenden Nubl bildet es eine kleine schiitische Enklave im mehrheitlich sunnitischen Gouvernement Aleppo.

## Syrischer Bürgerkrieg
Von Juli 2012 an waren az-Zahra’ und Nubl von der Freien Syrischen Armee (FSA) eingekesselt. Am 3. Februar 2016 wurde die Belagerung durch eine Offensive der Syrischen Streitkräfte und der mit ihnen verbündeten Hisbollah beendet.